# Bochumer Botanischer Verein
Der Bochumer Botanischer Verein ist ein wissenschaftlicher Verein mit Schwerpunkten auf die Biogeographie und Geobotanik. Er wurde im Jahr 2007 in Bochum gegründet. Seit 2009 gibt er die Veröffentlichungen des Bochumer Botanischen Vereins und das Jahrbuch des Bochumer Botanischen Vereins heraus.